# Silvina Chediek
 Silvina Chediek (Buenos Aires, 1er mars 1962) est une journaliste et animatrice de radio et télévision argentine.
Elle commence en 1984 avec le programme télévisé El Espejo, puis participe à plusieurs programmes comme Imagen de la Radio (1986-1991),Reconocernos (1990-1995) , Nunca es tarde (1992), Muestra gratis (1991), Confesiones al oído ou Salud con Silvina (1996).
Depuis 2015, elle présente Lo mejor de ti.